# Drogičinski sporazum
Drogičinski sporazum (latvijsko Drohičinas līgums, litovsko Drohičino sutartis, nemško Vertrag von Drohiczyn) je bil mirovni sporazum med poljsko-litovsko Republiko obeh narodov in Svobodnim mestom Riga ob koncu livonske vojne, s katero je bila Riga vključena v poljsko-litovsko državo. 
Sporazum so 14. januarja 1581 v Drohiczynu na jugu današnjega poljskega Podlaškega vojvodstva podpisali poljsko-litovski kralj Štefan Báthory in predstavniki mestnega sveta Rige – župan Kaspar zum Bergen, svetnik Nikolaj Eke, uradnik Johann Tast, starešina Velikega ceha Rudolf (Rolof) Schröder in starešina Malega ceha Goris Bauer (Brauer). Sporazum na štirih pergamentnih zvitkih z državnimi pečati Poljske in Litve je bil shranjen v mestnem arhivu v Rigi.

## Ozadje
Zaradi sklenitve Vilenske unije leta 1561 in Grodnenske unije leta 1566 so se nekdanji riški fevdalci - Livonski red in riški nadškof - podredili nadoblasti Velike litovske kneževine. Mesto Riga se z vstopom v unijo ni strinjalo in je iskalo priložnosti za okrepitev svojega posebnega statusa. 

## Osnovni pogoji sporazuma
Za meščane Rige so bili ohranjeni določeni privilegiji, kasneje imenovani Zbirka Štefanovih privilegijev (latinsko Corpus Privilegiorum Stephaneum). Eden od riških meščanov je bil imenovan za župana, ki je bil hkrati predstavnik poljsko-litovske države v mestu. Spremembe mestnih zakonov v Rigi so odslej zahtevale soglasje poljskega kralja. 

## Posledice
Kralj Štefan Báthory je 12. marca 1581 prispel na Riški grad, ki se je takrat nahajal zunaj mestnih meja, da bi mu Riga prisegla zvestobo. Mestna prisega je bila dana 7. aprila 1581. 16. novembra 1582 je sejm (parlament) poljsko-litovske zveze v Varšavi odobril kraljeve privilegije za Rigo.
Po samo nekaj letih so se v Rigi začeli nemiri, uperjeni proti mestnemu svetu in poljsko-litovski oblasti, znani kot koledarski nemiri. Formalni razlog zanje je bil ukaz kralja Štefana Báthoryja o prehodu z julijanskega na gregorijanski koledar. 

## Vir
- Tuchtenhagen, Ralph (2005). Geschichte der baltischen Länder. Beck'sche Reihe (v German). Zv. 2355. C.H.Beck. str. 37. ISBN 3-406-50855-3.{{navedi knjigo}}:  Vzdrževanje CS1: neprepoznan jezik (povezava)